# Droit sud-africain
Le droit sud-africain est un système juridique mixte, formé sur la base des coutumes, qui ont été codifiées et, par conséquent, stabilisées et cristallisées sous la colonisation, du common law britannique et du droit romano-néerlandais hérité des colons néerlandais ainsi que de celles issues des autochtones africains (souvent appelés « droit coutumier sud-africain »). L'influence britannique est apparente dans les aspects procéduraux du jugement et l'influence romano-germanique est présente en droit des contrats, en droit délictuel, en droit de la personne, des choses, de la famille, etc. La cristallisation des coutumes, dynamiques, en droit coutumier stable et non évolutif, phénomène récurrent dans les systèmes juridiques africains, a été largement critiquée par les juristes contemporains.
En dehors de l’Afrique du Sud elle-même, le droit sud-africain — et plus particulièrement les éléments de droit romano-germanique et de common law — ont aussi servi de base aux droits du Botswana, du Lesotho, de Namibie, de l’Eswatini et du Zimbabwe, qui ont été introduits lors de la colonisation. Le Basutoland (Lesotho) reçut le droit de la colonie du Cap en 1884, et le Bechuanaland (Botswana) et la Rhodésie du Sud (Zimbabwe) en 1891. Le Swaziland reçut le droit de la colonie du Transvaal en 1904, et le Sud-Ouest africain (Namibie) reçu le droit de la province du Cap en 1920, après sa conquête par l’Afrique du Sud.

## Histoire du droit sud-africain

### Du 31 mai 1910 à 1961
De l’Union de la colonie du Cap, du Natal, du Transvaal et de l’État libre d'Orange en 1910 comme dominion de l’Empire britannique appelé Union d'Afrique du Sud, et avant la transformation de ce même territoire en République d'Afrique du Sud en 1961, la majeure partie du droit britannique était incorporé dans le droit sud-africain ou en formait la base. Toutefois, le système de jurés ne fut pas adopté, et contrairement aux autres États ayant adopté la common law britannique, les décisions sont prises par un unique juge. Le droit britannique et le droit romano-néerlandais forment la base du droit sud-africain actuel et permettent de combler les lacunes de la loi.

### Du 6 avril 1652 à 1910
À partir de l’arrivée des Néerlandais au cap de Bonne-Espérance le 6 avril 1652, le droit romano-néerlandais fut appliqué et maintenu jusqu'à ce que l’Union d'Afrique du Sud soit intégrée à l’Empire britannique le 1er mai 1910.
Alors que dans les autres colonies européennes, les administrateurs essayaient souvent de limiter ou réguler l'expansion des colons, au Cap, la Compagnie néerlandaise des Indes orientales décide rapidement de légaliser les kommando boer en leur accordant des droits plus vagues sur les terres. Au fur et à mesure que les Khoïkhoï perdent du pouvoir, la VOC cherche de moins en moins à formaliser les cadastres. 

## Sources du droit

### Constitution
La Constitution est la loi suprême du pays, toute loi ou comportement contraire est considéré comme nul. Ceci est un changement significatif par rapport à l’ancien ordre constitutionnel obéissant au principe de primauté parlementaire.
La Constitution s'applique verticalement, c'est-à-dire entre le gouvernement et les personnes (naturelles et légales), et horizontalement, c'est-à-dire entre ou parmi les personnes (naturelles et légales). 
L'application horizontale de la Constitution a un certain nombre d'implications fondamentales dans la mise en œuvre du droit. Tout d'abord, cela confirme la primauté de la Constitution sur l’ensemble du droit, et pas seulement le droit public. Mais cela implique aussi que la Constitution a rendu vague la distinction classique entre le droit privé et public. Dans l’affaire Fose v. Minister of Safety and Security, la Cour a remis en cause l’efficacité de la démarcation public/privé en Afrique du Sud.

### Législation
La législation est adoptée par le Parlement sud-africain, comprenant l’Assemblée nationale et le Conseil national des Provinces. Les législatures provinciales quant à elles adoptent des législations subordonnées à celle de l’État.
Il y a différents types de législation en Afrique du Sud : la législation pénale, la législation dite réglementaire et qui concerne les affaires publiques (et parfois privées) et les institutions, la législation financière et la législation sociale (système social, droit économique, social et culturel).

### Jurisprudence
La doctrine du précédent contraint les juridictions à appliquer la loi telle qu'elle a été interprétée par les précédentes décisions des Cours supérieures. Une Cour peut cependant prendre une décision qui se distingue d'un précédent si elle peut démontrer que la précédente décision était fausse. Cette doctrine, originaire du droit anglais, se base sur le principe selon lequel la loi appliquée à une situation spécifique doit être appliquée à l'identique dans une situation similaire.

### Droit international
L'Afrique du Sud est un État moniste, cela signifie qu'un traité doit être transposé (par transformation ou incorporation) pour devenir applicable par les juridictions nationales.

## Organisation juridictionnelle
L'organisation juridictionnelle de l'Afrique du Sud consiste (de la plus basse à la plus haute autorité légale) en Magistrates' Courts, Hautes Cours, une Cour suprême d'appel (la plus haute autorité en matière non constitutionnelle) et une Cour constitutionnelle. La Cour constitutionnelle est l'autorité finale lorsqu'il s'agit de déterminer la constitutionnalité d'un acte. 
Certaines cours spécialisées ont aussi été créées par la législature afin d'éviter de ralentir les juridictions administratives. Parmi celles-ci se trouve la Cour des plaintes mineures qui s'occupent des différends concernant de petites sommes monétaires. De plus des tribunaux indigènes africains ont aussi été établis pour traiter exclusivement du droit indigène.

### Hiérarchie

#### Magistrates' Courts
Il s'agit de la plus basse juridiction du pays. Ses décisions ne sont pas publiées.

#### Hautes Cours
Elles sont au nombre de 12.
Leur nom est issu d'un renommage en 2008, prenant effet au 1er mars 2009 après promulgation présidentielle ;
- les Hautes Cours du Cap oriental (Eastern Cape High Court) basées à :
  - Bisho,
  - Grahamstown,
  - Mthatha,
  - Port Elizabeth ;
- la Haute Cour de l’État libre (Free State High Cour), basée à Bloemfontein ;
- les Hautes Cours du Natal (KwaZulu Natal High Court) basées à :
  - Durban,
  - Pietermaritzburg ;
- la Haute Cour de Gauteng nord (North Gauteng High Court) basée à Pretoria ;
- la Haute Cour du nord-ouest (North West High Court) basée à Mafikeng ;
- la Haute Cour du Cap septentrional (Northern Cape High Court) basée à Kimberley ;
- la Haute Cour de Gauteng sud (South Gauteng High Court) basée à Johannesbourg ;
- et la Haute Cour du Cap occidental (Western Cape High Court) basée au Cap.

#### Cour suprême d'appel
La Cour suprême d'appel est la plus haute Cour d'Afrique du Sud sur tous les sujets à l’exception des questions constitutionnelles. Elle siège à Bloemfontein.

#### Cour constitutionnelle
La Cour constitutionnelle fut créée par la Constitution de 1993 et rendit sa première décision en 1995.

### Autres juridictions
Les autres juridictions spécialisées existantes sont : les Special Income Tax Courts, les tribunaux du travail et les cours d'appel du travail, les tribunaux aux affaires familiales, et les Land Claims Courts.

## Sources
- (en) Cet article est partiellement ou en totalité issu de l’article de Wikipédia en anglais intitulé « Law of South Africa » (voir la liste des auteurs).

## Compléments